# Laubach (Kirchsee)
Der Laubach ist ein Bach im Landkreis Bad Tölz-Wolfratshausen. Er entsteht beim Weiler Kirchseemoor von Sachsenkam und fließt in weitgehend nordwärtiger Richtung in Mäandern zum Kirchsee, meist auf der Gemeindegrenze zu Bad Tölz.